# Pöcking
Pöcking település Németországban, azon belül Bajorországban. Lakosainak száma 5617 fő (2023. december 31.).

## A település részei
- Aschering
- Maising
- Niederpöcking
- Seewiesen
- Pöcking
- Possenhofen

## Nevezetességei

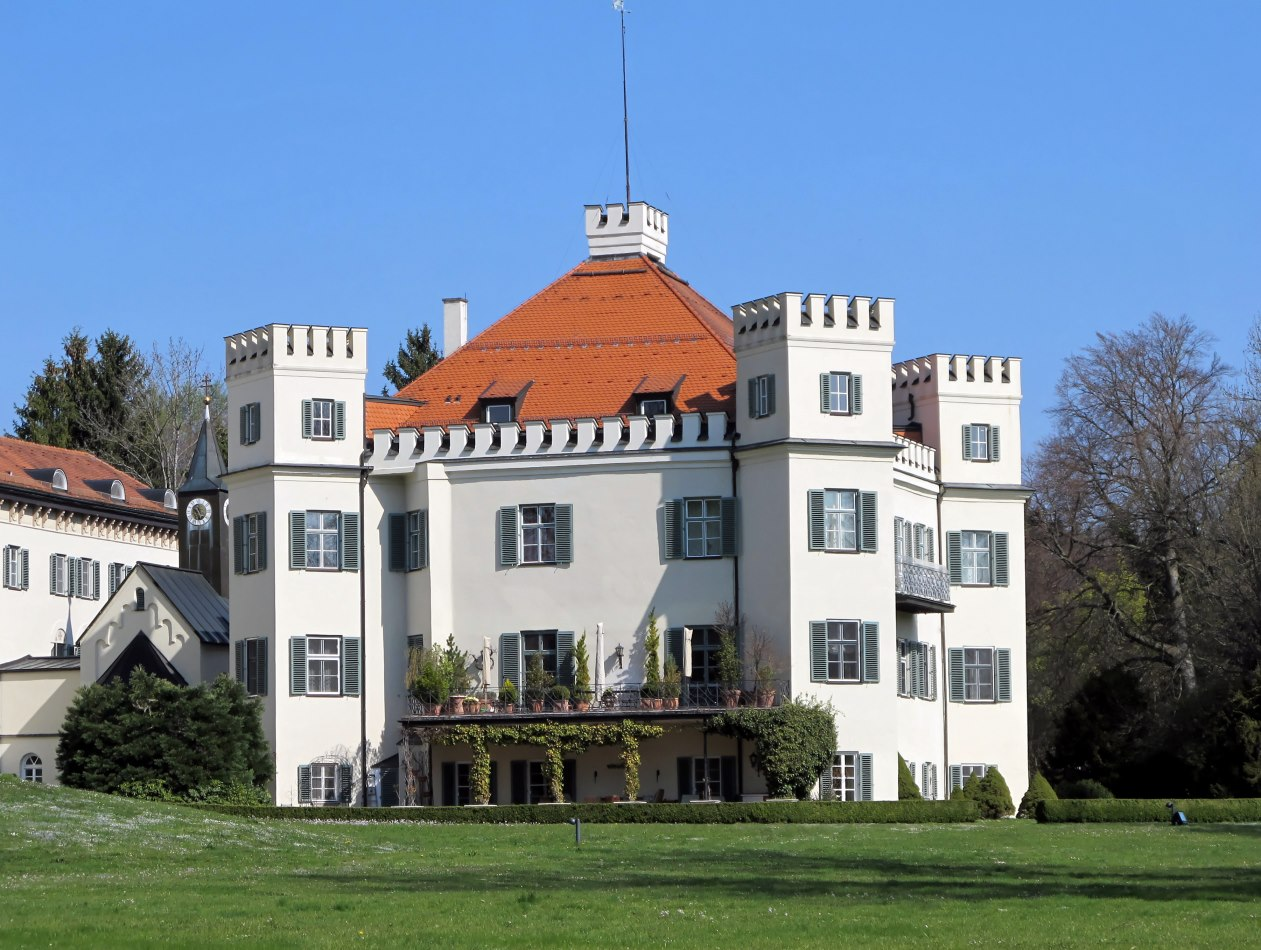
A possenhofeni kastély

- A possenhofeni kastély
- Kaiserin Elisabeth Museum

## Népesség
A település népessége az elmúlt években az alábbi módon változott:
| Lakosok száma | 403  | 2170 | 4127 | 5272 | 5434 | 5498 | 5713 | 5653 | 5525 | 5617 |
|               | 1875 | 1950 | 1975 | 1987 | 2012 | 2014 | 2016 | 2017 | 2021 | 2023 |